# Дискография LaFee
Дискография LaFee, немецкой поп-рок-певицы, состоит из шести студийных альбомов, двадцати шести синглов, одного сборника лучших песен и трех концертных DVD, выпущенных на лейбле Capitol Records.

## Студийные альбомы
| Год                                                            | Альбом | Позиции в чартах | Позиции в чартах | Позиции в чартах | Позиции в чартах | Сертификации                                                    |
| Год                                                            | Альбом | GER              | AUT              | SWI              | FR               | Сертификации                                                    |
| -------------------------------------------------------------- | --- | ---------------- | ---------------- | ---------------- | ---------------- | --------------------------------------------------------------- |
| 2006                                                           | LaFee - Выпущен: 22 июня 2006 - Лейбл: Capitol Records - Форматы: CD • Цифровая дистрибуция                                                          | 1                | 1                | 19               | —                | - GER: Платина - AUT: Платина - SWI: Золото - Продажи: +450.000 |
| 2007                                                           | Jetzt erst recht - Выпущен: 6 июля 2007 - Лейбл: Capitol Records - Форматы: CD • Цифровая дистрибуция                                                | 1                | 1                | 14               | 79               | - GER: Платина - AUT: Золото - Продажи: +270.000                |
| 2008                                                           | Shut Up - Выпущен: 27 июня 2008 - Лейбл: Capitol Records - Форматы: CD • Цифровая дистрибуция                                                        | 21               | 31               | —                | —                |                                                                 |
| 2009                                                           | Ring Frei - Выпущен: 2 января 2009 - Лейбл: Capitol Records - Форматы: CD • Цифровая дистрибуция]                                                    | 6                | 5                | 21               | 185              | - AUT: Золото - Продажи: +112.000                               |
| 2011                                                           | Frei - Выпущен: 19 августа 2011 - Лейбл: Capitol Records - Форматы: CD • Цифровая дистрибуция                                                        | 14               | 21               | 34               | —                |                                                                 |
| 2021                                                           | Züruck in die Zukunft - Релиз: 20 августа 2021 - Лейбл: Telamo Musik & Unterhaltung GMBH - Форматы: CD • Цифровая дистрибуция • Аудиокассета • Винил | 7                | —                | —                | —                |                                                                 |
| 2025                                                           | Schatten & Licht - Ожидается: 24 октября 2025 - Лейбл: Freeminded UG - Форматы: CD • Цифровая дистрибуция • Винил                                    | TBA              | TBA              | TBA              | TBA              | TBA                                                             |
| «—» означает отсутствие альбома в чартах на данной территории. | |                  |                  |                  |                  |                                                                 |

## Сборники
| Год  | Альбом                                                                                              | Позиции в чартах | Позиции в чартах | Позиции в чартах | Позиции в чартах | Сертификации       |
| Год  | Альбом                                                                                              | GER              | AUT              | SWI              | FR               | Сертификации       |
| ---- | --------------------------------------------------------------------------------------------------- | ---------------- | ---------------- | ---------------- | ---------------- | ------------------ |
| 2009 | Best Of — LaFee - Выпущен: 27 ноября 2009 - Лейбл: Capitol Records - Форматы: CD, цифровая загрузка | —                | —                | —                | —                | - Продажи: +20.000 |

## Синглы
| Год                                                           | Песня                          | Позиции в чартах | Позиции в чартах | Позиции в чартах | Альбом                |
| Год                                                           | Песня                          | GER              | AUT              | SWI              | Альбом                |
| ------------------------------------------------------------- | ------------------------------ | ---------------- | ---------------- | ---------------- | --------------------- |
| 2006                                                          | «Virus»                        | 14               | 14               | 70               | LaFee                 |
| 2006                                                          | «Prinzesschen»                 | 11               | 10               | 25               | LaFee                 |
| 2006                                                          | «Was ist das»                  | 17               | 25               | 59               | LaFee                 |
| 2006                                                          | «Mitternacht»                  | 23               | 23               | —                | LaFee                 |
| 2007                                                          | «Heul doch»                    | 3                | 6                | 25               | Jetzt erst recht      |
| 2007                                                          | «Beweg dein Arsch»             | 22               | 35               | 87               | Jetzt erst recht      |
| 2007                                                          | «Wer bin ich»                  | 25               | 41               | —                | Jetzt erst recht      |
| 2008                                                          | «Shut Up»                      | —                | —                | —                | Shut Up               |
| 2008                                                          | «Ring frei»                    | 22               | 31               | —                | Ring Frei             |
| 2009                                                          | «Scheiss Liebe»                | 44               | 63               | —                | Ring Frei             |
| 2009                                                          | «Der Regen fällt» (2009)       | 94               | —                | —                | Best Of — LaFee       |
| 2011                                                          | «Ich bin»                      | 80               | 53               | —                | Frei                  |
| 2011                                                          | «Leben wir jetzt»              | —                | —                | —                | Frei                  |
| 2012                                                          | «Zeig Dich!»                   | —                | —                | —                | Hanni & Nanni 2 (OST) |
| 2015                                                          | «Was bleibt»                   | 75               | —                | —                | без альбома           |
| 2015                                                          | «Die ganze Welt»               | —                | —                | —                | Alles was zählt (OST) |
| 2015                                                          | «Hysteria»                     | —                | —                | —                | Alles was zählt (OST) |
| 2015                                                          | «So gut!»                      | —                | —                | —                | Alles was zählt (OST) |
| 2015                                                          | «Dein Geschenk»                | —                | —                | —                | Alles was zählt (OST) |
| 2016                                                          | «Ich gehör nur mir!»           | —                | —                | —                | Alles was zählt (OST) |
| 2016                                                          | «Schwarze Tränen»              | —                | —                | —                | Alles was zählt (OST) |
| 2017                                                          | «Kämpferherz»                  | —                | —                | —                | без альбома           |
| 2018                                                          | «Kartenhaus»                   | —                | —                | —                | без альбома           |
| 2021                                                          | «(Ich bin ein) Material Girl»  | —                | —                | —                | Züruck in die Zukunft |
| 2021                                                          | «Halt mich fest»               | —                | —                | —                | Züruck in die Zukunft |
| 2021                                                          | «Rock Me Amadeus» (with Falco) | —                | —                | —                | Züruck in die Zukunft |
| 2024                                                          | «Königin der Nacht»            | —                | —                | —                | Schatten & Licht      |
| 2025                                                          | «Kriegerin»                    | —                | —                | —                | Schatten & Licht      |
| 2025                                                          | «Benzin»                       | —                | —                | —                | Schatten & Licht      |
| «—» означает отсутствие релиза в чартах на данной территории. |                                |                  |                  |                  |                       |

## Видеоклипы
| Клип                           | Режиссёр          | Альбом                | Год  |
| ------------------------------ | ----------------- | --------------------- | ---- |
| - Virus                        | Bastien Francois  | LaFee                 | 2006 |
| - Prinzesschen                 | Bastien Francois  | LaFee                 | 2006 |
| - Was ist das?                 | Bastien Francois  | LaFee                 | 2006 |
| - Mitternacht                  | Bastien Francois  | LaFee                 | 2006 |
| - Heul Doch                    | Bastien Francois  | Jetzt erst recht      | 2007 |
| - Beweg dein Arsch             | Bastien Francois  | Jetzt erst recht      | 2007 |
| - Wer bin ich?                 | Bastien Francois  | Jetzt erst recht      | 2007 |
| - Shut Up                      | Bastien Francois  | Shut Up               | 2008 |
| - Ring Frei                    | Bastien Francois  | Ring Frei             | 2008 |
| - Scheiβ Liebe                 | Bastien Francois  | Ring Frei             | 2009 |
| - Der Regen fӓlt (2009)        | Bastien Francois  | Best Of — LaFee       | 2009 |
| - Ich Bin                      | Daniel Lwowski    | Frei                  | 2011 |
| - Leben wir jetzt              | Sandra Marschner  | Frei                  | 2011 |
| - Zeig Dich!                   | нет информации    | Hanni & Nanni 2 (OST) | 2012 |
| - (Ich bin ein) Material Girl  | Adam Abdou        | Züruck in die Zukunft | 2021 |
| - Halt mich fest               | Jordan Production | Züruck in die Zukunft | 2021 |
| - Rock Me Amadeus (with Falco) | Jordan Production | Züruck in die Zukunft | 2021 |
| - Königin der Nacht            | Adam Abdou        | Schatten & Licht      | 2024 |
| - Kriegerin                    | Adam Abdou        | Schatten & Licht      | 2025 |
| - Benzin                       | Adam Abdou        | Schatten & Licht      | 2025 |

## Видеоальбомы
| Год                                                           | Подробности | Позиции в чартах | Позиции в чартах | Сертификации  |
| Год                                                           | Подробности | GER              | AUT              | Сертификации  |
| ------------------------------------------------------------- | --- | ---------------- | ---------------- | ------------- |
| 2006                                                          | Secret Live - Выпущен: 24 ноября 2006 - Лейбл: Capitol Records (#094637880593) - Формат: DVD                              | —                | 4                | - GER: Золото |
| 2007                                                          | Erst recht mit VIVA - Выпущен: 28 сентября 2007 - Лейбл: Capitol Records (#5099950114092) - Формат: DVD                   | 6                | 4                |               |
| 2007                                                          | Wer Bin Ich — Ein ungeschminktes Märchen - Выпущен: 9 ноября 2007 - Лейбл: Capitol Records (#5099951070991) - Формат: DVD | —                | —                |               |
| «—» означает отсутствие релиза в чартах на данной территории. | |                  |                  |               |